# Aphaniosoma rabida
Aphaniosoma rabida är en tvåvingeart som beskrevs av Wheeler 1994. Aphaniosoma rabida ingår i släktet Aphaniosoma och familjen gulflugor. Inga underarter finns listade i Catalogue of Life.